# Chlooraceetamide
Chlooraceetamide is een organische verbinding met als brutoformule C2H4ClNO. De stof komt voor als kleurloze tot gele kristallen met een kenmerkende geur, die goed oplosbaar zijn in water.

## Toxicologie en veiligheid
Chlooraceetamide ontleedt bij verhitting, met vorming van giftige dampen (waaronder stikstofoxiden, koolstofmonoxide, koolstofdioxide en dichloor). De stof reageert met sterk oxiderende stoffen, sterk reducerende stoffen, sterke zuren en sterke basen.
De stof is irriterend voor de ogen, de huid en de luchtwegen. Ze kan effecten hebben op het hart, de lever en de milt.